# باولو بيتا إي كونيا
باولو بيتا إي كونيا (27 فبراير 1937 - 8 سبتمبر 2022) محامي وأستاذ وسياسي برتغالي. عضو في الحزب الاشتراكي الديمقراطي، خدم في جمعية الجمهورية من 1976 إلى 1980.
توفي بيتا في 8 سبتمبر 2022 عن عمر يناهز 85 عامًا.